# Шеховцов, Алексей Митрофанович
Алексей Митрофанович Шеховцов (29 марта 1937 года, посёлок Градский, Новодеревеньковский район, Орловская область — 21 августа 2004 года, Мариуполь) — передовик производства, токарь Ждановского завода тяжёлого машиностроения имени 50-летия Великой Октябрьской социалистической революции Министерства тяжёлого и транспортного машиностроения СССР, Донецкая область, Украинская ССР. Герой Социалистического Труда (1976).

## Биография
Родился 29 марта 1937 года в крестьянской семье в посёлке Градский Новодеревеньковского района. В 1946 году вместе с матерью переехал в Жданов из Сибири, где его семья работала на рудниках. Окончил семь классов школы № 44 в Жданове, после чего устроился учеником токаря на металлургический комбинат имени Ильича в Жданове.
С 1958 по 2000 год — токарь завода тяжёлого машиностроения в Жданове. В 1964 году получил среднее образование в школе мастеров.
В 1973 году выполнил план девятой пятилетки за 2,5 года. В 1976 году удостоен звания Героя Социалистического Труда «за выдающиеся трудовые успехи, достигнутые в выполнении заданий девятой пятилетки, принятых социалистических обязательств и изготовлении продукции отличного качества».
В 2000 году вышел на пенсию. Проживал в Мариуполе, где скончался в 2004 году. Похоронен на Старокрымском кладбище в окрестностях Мариуполя.
Именем Алексея Шеховцова названа улица в Мариуполе в Центральном районе города (образована в 2014 году).

## Награды
- Герой Социалистического Труда — указом Президиума Верховного Совета СССР от 3 марта 1976 года
- Орден Ленина
- Орден Трудового Красного Знамени